# Scopula cleoraria
Scopula cleoraria är en fjärilsart som beskrevs av Walker 1861. Scopula cleoraria ingår i släktet Scopula och familjen mätare. Inga underarter finns listade.